# Elise Gatien
 (janvier 2012).
Si vous disposez d'ouvrages ou d'articles de référence ou si vous connaissez des sites web de qualité traitant du thème abordé ici, merci de compléter l'article en donnant les références utiles à sa vérifiabilité et en les liant à la section « Notes et références ».
Elise Gatien (née le 14 juillet 1988 à Kamloops en Colombie-Britannique) est une actrice canadienne.

## Filmographie

### Cinéma
- 2007 : In the Land of Women : Tiffany
- 2012 : Journal d'un dégonflé : Ça fait suer ! : Madison
- 2014 : Deeper : Sam
- 2015 : Cinquante nuances de Grey : jeune femme au bar
- 2015 : Lost After Dark de  : Jamie
- 2017 : Aeris (court-métrage) : Colleen

### Télévision

#### Séries télévisées
- 2007 : Eureka (saison 2, épisode 5) : Megan
- 2007 : Bionic Woman (saison 1, épisode 3) : Anne Corvus
- 2009 : The Guard (saison 2, épisode 13) : Megan
- 2009–2010 : Smallville (saison 9, épisodes 6 & 10) : Mia Dearden / Speedy
- 2010 : Tower Prep : Candace 'CJ' Ward
- 2010 : Supernatural (saison 6, épisode 5) : Kirsten
- 2011 : L'Heure de la peur (saison 1, épisode 6) : Stella
- 2012 : The Secret Circle (saison 1, épisode 21) : Elizabeth Meade
- 2014 : Spooksville (saison 1, épisode 12) : Kelsey
- 2014 : The Tomorrow People (saison 1, épisode 17) : Sophie Coburn
- 2014 : Vous avez un message (saison 1, épisode 5) : Vanessa Dougherty
- 2015 : iZombie (saison 1, épisodes 3, 4 & 8) : Corinne
- 2015 : Unreal (saison 1, épisodes 1 & 2) : Rita
- 2016 : Motive (saison 4, épisode 8) : Paige Lytton
- 2017-2018 : Ghost Wars : Maggie Rennie
- 2018 : Supernatural (saison 13, épisode 12) : Jennie Plum
- 2018 : Life Sentence (saison 1, épisode 8) : Allie
- 2018 : Colony (saison 3, épisodes 7, 8, 10 & 13) : Meadow
- 2019 : The Murders (saison 1, épisode 3) : Daria Nichols
- 2023 :Virgin river (saison 5-6) : Lark

#### Téléfilms
- 2006 : Au rythme de mon cœur (The Obsession) de David Winkler : Erika Matthews
- 2008 : Docteur Dolittle 4 (Dr. Dolittle: Tail to the Chief) de Craig Shapiro : Courtney Sterling
- 2011 : Level Up de Peter Lauer : Heather
- 2012 : The Selection de Mark Piznarski : May
- 2013 : Scandale au pensionnat (Restless Virgins) de Jason Lapeyre : Heather
- 2015 : Une rentrée qui tourne mal (Sorority Murder) de Jesse James Miller : Natalie Swanson
- 2015 : Un couple parfait (Perfect Match) de Ron Oliver : Lucy
- 2015 : La trêve de Noël (Christmas Truce) de Brian Skiba : Lilly Braun
- 2016 : Amour et plaquages (Love on the Sidelines) de Terry Ingram : Ava Holland
- 2016 : Un mariage exceptionnel (Ms. Matched) de Mark Jean : Annie
- 2017 : Amoureux malgré eux ! (Moonlight in Vermont) de Mel Damski : Haley
- 2017 : Mon milliardaire secret (Secret Millionaire) de Michael M. Scott : Candice
- 2020 : Amies à la vie, à la mort (Dying To Be You) de Danny J. Boyle : Lily Anderson